# منطقه ماریتیم
منطقه ماریتیم (به لاتین: Maritime Region) یک منطقه در توگو است که در جنوب آن واقع شده‌است.

## خصوصیات
منطقه ماریتیم ۶٬۱۰۰ کیلومترمربع مساحت و ۲٬۵۹۹٬۹۵۵ نفر جمعیت دارد.